# Abī-Rattaš
Abī-Rattaš war der vierte oder fünfte König der Kassitendynastie in Babylon. Nach der synchronistischen Königsliste folgte er auf Kaštiliaš I.; späteren Quellen zufolge war er ein Vorfahre des Agum II. Kakrime. Die Dauer seiner Herrschaft ist unbekannt.